# هارفارد مارك II
هارفارد مارك II، (بالإنجليزية: Harvard Mark II)‏، هو حاسوب إلكترو-ميكانيكي بني في جامعة هارفارد تحت إشراف هوارد ايكن هاثاواي، وقد انجز سنة 1947. مولت المشروع البحرية الأمريكية.

## أول خلل حاسوبي
في اللغة الإنجليزية، يوصف العطل في الحاسوب أو الخلل في برمجياته بلفظ «حشرة» (بالإنجليزية: bug)‏. استخدام مصطلح «حشرة» لوصف خلل لا يعرف سببه كان جزءا من المصطلحات الهندسية لعدة عقود. ربما استخدم هذا المصطلح بداية في هندسة العتاد الصلب لوصف الأعطال الميكانيكية. فقد استخدم مثلا توماس إديسون هذا المصطلح. كذلك استُخدم هذا المصطلح في وصف المشاكل الإلكترونية للرادار خلال الحرب العالمية الثانية.

صورة أول ’حشرة’ كمبيوتر "computer bug" فعلية يتم ايجادها

كانت أول «حشرة حاسوب» مسجلة (باستخدام المصطلح الإنجليزي للعطب) عبارة عن فراشة وجدت معلقة داخل المرحل رقم 70، في لوحة قطاع F، داخل هارفارد مارك II بينما كان يخضع لاختبارات في جامعة هارفارد، في التاسع من سبتمبر 1947. لصقت غريس هوبر الفراشة في سجل الحاسوب وكتبت تحتها: «أول حالة فعلية لـ’حشرة’ يتم ايجادها».